# Deganat de la Seu d'Urgell
El Deganat de la Seu d'Urgell és un monument del municipi de la Seu d'Urgell (Alt Urgell) inclòs en l'Inventari del Patrimoni Arquitectònic de Catalunya.

## Descripció
El Deganat de la Seu d'Urgell forma part del conjunt de la catedral d'Urgell, i més concretament, de l'ala sud del claustre, a tocar l'església de Sant Miquel (o de Sant Pere). És de tres plantes, exteriorment realitzades amb aparell de carreus, gairebé sense desbastar i units amb un morter. La porta d'accés és de mig punt amb dovelles relativament regulars.

## Història
L'edifici, malgrat que té un escàs valor artístic i arquitectònic, té una certa importància històrica com a seu de la Regència d'Urgell (1822), organisme de govern dels reialistes que proclamà Ferran VII com a rei absolut enfront del govern liberal constitucional. La Regència, constituïda el 15 d'agost d'aquell any i que era integrada per l'arquebisbe preconitzat de Tarragona, Jaume Creus, pel marquès de Mataflorida i pel baró d'Eroles, tingué una vida curta. L'onze de novembre del mateix 1822 el Capità General de Catalunya, Espoz i Mina, ocupà la Seu i la Regència passà a Llívia i, d'allà, a França, on els seus membres se separaren.
L'any 1980, després d'anys de pràctic abandó, el Deganat va acollir l'ampliació del Museu Diocesà d'Urgell. L'any 1988 l'edifici fou restaurat per adaptar-lo com a museu.

## Plaça del Deganat
La plaça del Deganat és una plaça ubicada a la ciutat de la Seu d'Urgell situat a la vora de l'edifici del Deganat de la Seu d'Urgell. Està situada al Centre històric de la Seu d'Urgell.